# ورزشگاه چتسورث
ورزشگاه چتسورث (به لاتین: Chatsworth Stadium) یک ورزشگاه در آفریقای جنوبی است که در Chatsworth واقع شده‌است.